# Network (Verein)
Network (auch: Network – Gay Leadership) ist ein Zusammenschluss schwuler und bisexueller Männer. Gemeinsam bilden sie den Schweizer Verein Network mit Sitz in Zürich. Network engagiert sich in Fragen rund um LGBTI-Themen aus den Bereichen Politik, Kultur, Wirtschaft und Soziales.
Der Verein verfügt über eine nationale Struktur, einen Vorstand sowie acht Regionalgruppen mit eigenen Leitungsteams.

## Geschichte
1996 hat Jan Willem van Lynden «Network» zusammen mit anderen Gründern ins Leben gerufen und wurde in Zürich zum ersten Präsidenten des Vereins gewählt. Das Ziel war, ein Netzwerk schwuler Führungskräfte zu schaffen, das mit klar formulierten Aufträgen sowohl in der Arbeitswelt wie auch in der Politik und in den Medien aktiv wird.
Die regionale Erweiterung von «Network» erfolgte schrittweise. Mit Bern kam im Jahr 1997 die erste Regionalgruppe ausserhalb Zürichs hinzu. Meilensteine waren ausserdem die Gründung der ersten französischsprachigen Sektion in Lausanne 2005 sowie die Entstehung der Regionalgruppe Tessin im Sommer 2013.

### 1995: Die Idee
Ein «schwuler Business-Club»; ein Club von Männern mit Potenzial, die einander mit ihren vielfältigen Beziehungen und ihren Erfahrungen in Wirtschaft und Gesellschaft gegenseitig unterstützen sowie die LGBTI-Community stärken und politisch voranbringen.

### Juni 1995: Die Gründungsphase
Fünf Personen laden zum Apéro hoch über dem Zürichsee. Es ist ein erstes Get-together, bei dem den 107 anwesenden Gästen die neue Idee vorgestellt wird.

### 16. September 1995: Konstituierende Versammlung
Rund 40 Männer beschliessen im Zürcher Limmathaus, das Vorhaben umzusetzen, und bestimmen einen Gründungsvorstand.

### November 1995: Erste Network-Retraite
Im Hotel Metropol in Arbon werden wichtige Eckpfeiler definiert, welche die Organisation bis heute tragen.
Festlegen des Aufgabenfokus von Network:
- politische Einflussnahme
- soziales Engagement in der LGBTI-Community
- Einflussnahme in der Arbeitswelt, Umgang mit der gläsernen Decke
- kulturelle und soziale Aktivitäten für die Mitglieder

Entwicklung der organisatorischen Grundlagen:
- wöchentliche Apéros in der Tina-Bar am Zürcher Hirschenplatz
- Kriterien für die Mitgliederaufnahme, Interessentenbetreuung und Götti-Prinzip
- Themen-Lunches mit Menschen aus Politik, Kultur, Wirtschaft und Gesellschaft, um den Verein sichtbar zu machen und einflussreiche Persönlichkeiten für die Anliegen von Network und der LGBTI-Community differenziert zu sensibilisieren
- Diskussion und Festlegung des Namens auf «Network, Verein schwuler Führungskräfte»

### 26. Januar 1996: Gründungsversammlung
Bei der Gründungsversammlung im Zunfthaus zur Haue in Zürich werden die Vorstandsmitglieder gewählt und die Vereinsstatuten genehmigt.

### Ab 1998: Regionalgruppen entstehen
Bereits im Gründungsjahr organisieren Networker aus Luzern und Bern informelle regionale Treffen zur verstärkten Vernetzung. Ab 1998 wird der anfänglich ausschliesslich zürcherische Verein durch die etappenweise Gründung von Regionalgruppen in Luzern/Innerschweiz, Bern, Basel, St. Gallen/Fürstentum Liechtenstein, Lausanne, Genf und im Tessin national verankert.

## Swiss LGBTI Label
Das Swiss LGBTI-Label ist eine Non-Profit-Organisation, die aus den beiden Business-Netzwerken WyberNet und Network hervorgegangen ist. Mitentwickelt haben das Label die Dachverbände TGNS, Pink Cross, LOS und Regenbogenfamilien.